# استیبالیس گابیلوندو
اِستیبالیس گابیلوندو (اسپانیایی: Estíbaliz Gabilondo‎؛ زادهٔ ۱۶ نوامبر ۱۹۷۶) گزارشگر، بازیگر و روزنامه‌نگار اهل اسپانیا است.
از فیلم‌ها یا مجموعه‌های تلویزیونی که وی در آنها نقش داشته‌است می‌توان به «بیمارستان مرکزی» اشاره کرد.